# Renato Rivera
Renato Anselmo Rivera Rico (Guadalajara, Jalisco, 17 de junio de 1985) es un futbolista mexicano que jugaba en la posición de delantero. Jugó para el Club Deportivo Tapatío, Chivas La Piedad, Chivas Coras, Club Deportivo Guadalajara, Dorados de Sinaloa, Club León y Leones Negros de la Universidad de Guadalajara.

## Trayectoria
Llegó al primer equipo de Chivas en el torneo Apertura 2006, después de pasar por las filiales de Primera "A", Tapatío, Chivas La Piedad y Chivas Coras. Debutó el 30 de septiembre de 2006 en un Clásico ante el Club América en el Estadio Jalisco, partido que ganaría el Guadalajara por marcador de 2-0.
Después de que Chivas se coronara campeón ante el Club Deportivo Toluca, Renato regresó al Tapatío y fiunalmente a principios de junio de 2007 fue prestado a Dorados de Culiacán para que tuviera más actividad. 
Permaneció en Dorados hasta finales del 2008, para el Clausura 2009 es traspasado al Club León y finalmente en el Apertura 2009 llega a los Leones Negros de la Universidad de Guadalajara, equipo donde permanecería hasta 2012.
En 2020 sale del retiro para tener un fugaz paso con el equipo Atlético Jalisco de la Liga de Balompié Mexicano.